# Rússia Unida
Rússia Unida (em russo: Единая Россия; romanizado: Yedinaya Rossiya) é um partido político da Rússia, sendo o maior partido do país, tendo maioria absoluta na Duma e liderando diversos governos regionais, além de ser o partido do presidente Vladimir Putin. Embora a popularidade do partido Rússia Unida tenha declinado de 64,4% nas eleições de 2007 para 49,32% nas eleições de 2011, permaneceu como o partido mais popular do país, à frente do segundo colocado Partido Comunista, com 19,19%. Nas eleições de 2016, recebeu 54,2%, enquanto o segundo colocado Partido Comunista recebeu 13,3%.
Ideologicamente, o partido descreve-se como centrista e conservador, defendendo um papel preponderante do Estado na economia, a defesa dos valores tradicionais e da identidade nacional russa e, por fim, o retorno da Rússia como superpotência.
Muitos analistas descrevem o partido como centrado na popularidade e influência de Putin, e, sem grandes linhas ideológicas, sendo descrito como um partido pega-tudo ou um partido de poder. Em 2009, proclamou o conservadorismo russo como sua ideologia oficial. Pesquisadores também destacam o integralismo, o eurasianismo, o corporativismo e o putinismo no partido.

## Resultados Eleitorais

### Eleições presidenciais
| Data | Candidato       | 1ª Volta | 1ª Volta   | 1ª Volta     | 2ª Volta | 2ª Volta | 2ª Volta | Resultado |
| Data | Candidato       | Cl.      | Votos      | %            | Cl.      | Votos    | %        | Resultado |
| ---- | --------------- | -------- | ---------- | ------------ | -------- | -------- | -------- | --------- |
| 2004 | Vladimir Putin  | 1.º      | 49 565 238 | 71,3 / 100,0 |          |          |          | Eleito    |
| 2008 | Dmitry Medvedev | 1.º      | 52 530 712 | 71,2 / 100,0 |          |          |          | Eleito    |
| 2012 | Vladimir Putin  | 1.º      | 46 602 075 | 63,6 / 100,0 |          |          |          | Eleito    |
| 2018 | Vladimir Putin  | 1.º      | 56 433 927 | 76,7 / 100,0 |          |          |          | Eleito    |
| 2024 | Vladimir Putin  | 1.º      | 76 277 708 | 88,5 / 100,0 |          |          |          | Eleito    |

### Eleições legislativas
| Data | M. Uninominal | M. Uninominal | M. Uninominal | M. Uninominal | M. Proporcional | M. Proporcional | M. Proporcional | M. Proporcional | Deputados | +/- | Status  |
| Data | Cl.           | Votos         | %             | +/-           | Cl.             | Votos           | %               | +/-             | Deputados | +/- | Status  |
| ---- | ------------- | ------------- | ------------- | ------------- | --------------- | --------------- | --------------- | --------------- | --------- | --- | ------- |
| 2003 | 1.º           | 14 123 625    | 23,9 / 100,0  |               | 1.º             | 22 779 279      | 37,6 / 100,0    |                 | 225 / 450 |     | Governo |
| 2007 |               |               |               |               | 1.º             | 44 714 241      | 64,3 / 100,0    | 26,7            | 315 / 450 | 90  | Governo |
| 2011 | 1.º           | 32 448 000    | 49,3 / 100,0  | 15,0          | 238 / 450       | 77              |                 |                 |           |     | Governo |
| 2016 | 1.º           | 25 162 770    | 50,1 / 100,0  |               | 1.º             | 28 527 828      | 54,2 / 100,0    | 4,9             | 343 / 450 | 105 | Governo |
| 2021 | 1.º           | 25 201 048    | 47,5 / 100,0  | 2,6           | 1.º             | 28 064 200      | 50,9 / 100,0    | 3,3             | 324 / 450 | 19  | Governo |

## Acordos internacionais de cooperação com partidos
| País                 | Partido                                      | Espectro         |
| -------------------- | -------------------------------------------- | ---------------- |
| África do Sul        | Congresso Nacional Africano                  | Centro-esquerda  |
| Armênia              | Arménia Próspera                             | Centro-direita   |
| Áustria              | Partido da Liberdade da Áustria              | Extrema-direita  |
| Azerbaijão           | Partido Novo Azerbaijão                      | Pega-tudo        |
| Bósnia e Herzegovina | Aliança dos Sociais-Democratas Independentes | Centro-esquerda  |
| Camboja              | Partido Popular do Camboja                   | Pega-tudo        |
| Cazaquistão          | Nur-Otan                                     | Centro           |
| China                | Partido Comunista da China                   | Extrema-esquerda |
| Cuba                 | Partido Comunista de Cuba                    | Extrema-esquerda |
| Estónia              | Partido do Centro Estónio                    | Centro           |
| Filipinas            | PDP-Laban                                    | Centro-esquerda  |
| Itália               | MoVimento 5 Estrelas                         | Sincretismo      |
| Itália               | Liga Norte                                   | Direita          |
| Japão                | Partido Liberal Democrata                    | Direita          |
| Laos                 | Partido Popular Revolucionário do Laos       | Extrema-esquerda |
| Moldávia             | Partido dos Socialistas da Moldávia          | Esquerda         |
| Mongólia             | Partido Popular Mongol                       | Centro-esquerda  |
| Sérvia               | Partido Progressista Sérvio                  | Centro-direita   |
| Sérvia               | Partido Democrático da Sérvia                | Direita          |
| Sérvia               | Movimento Dveri                              | Extrema-direita  |
| Sérvia               | Partido Popular Sérvio                       | Direita          |
| Síria Baathista      | Partido Baath                                | Esquerda         |
| Tajiquistão          | Partido Democrático Popular do Tajiquistão   | Centro           |
| Ucrânia              | Plataforma de Oposição - Pela Vida           | Centro           |
| Uzbequistão          | Partido Liberal Democrata do Uzbequistão     | Centro-direita   |
| Tunísia              | Nidaa Tounes                                 | Centro-esquerda  |
| Venezuela            | Partido Socialista Unido da Venezuela        | Extrema-esquerda |
| Vietname             | Partido Comunista do Vietnã                  | Extrema-esquerda |